# Морозівка (Старобільський район)
Моро́зівка — село в Україні, у Міловській селищній громаді Старобільського району Луганської області. Населення становить 994 осіб.

## Історія
За даними на 1864 рік на казенній слободі Кобичева (Покровське) Старобільського повіту Харківської губернії мешкало 1546 осіб (766 чоловічої статі та 780 — жіночої), налічувалось 336 дворових господарства, існувала православна церква, відбувався щорічний ярмарок.
Станом на 1885 рік у колишній державній слободі Зориківська волості мешкало 1842 особи, налічувалось 283 дворових господарства, існувала православна церква, відбувалось 3 ярмарки на рік.
За переписом 1897 року кількість мешканців зросла до 2209 осіб (1099 чоловічої статі та 1110 — жіночої), з яких всі — православної віри.
За даними на 1914 рік у слободі проживало 3270 мешканців.
Село постраждало внаслідок геноциду українського народу, вчиненого урядом СССР у 1932—1933 роках, кількість встановлених жертв у Морозівській — 358 людей.

## Населення
За даними перепису 2001 року населення села становило 994 особи, з них 93,36 % зазначили рідною мову українську, 6,34 % — російську, а 0,3 % — іншу.

## Видатні уродженці
- Голодний Олексій Михайлович — український радянський діяч.

## Також
- Перелік населених пунктів, що постраждали від Голодомору 1932-1933, Луганська область